# ويل ريتشموند
ويل ريتشموند (بالإنجليزية: Will Richmond)‏ هو لاعب كرة قدم أمريكي في مركز الوسط، ولد في 6 أبريل 2000 في سان فرانسيسكو في الولايات المتحدة.

## وصلات خارجية
- ويل ريتشموند على موقع الدوري الأمريكي (الإنجليزية)
- ويل ريتشموند على موقع قاعدة بيانات كرة القدم.إي يو (الإنجليزية)